# Irvington (Kentucky)
Irvington é uma cidade localizada no estado americano de Kentucky, no Condado de Breckinridge.

## Demografia
Segundo o censo americano de 2000, a sua população era de 1257 habitantes.
Em 2006, foi estimada uma população de 1404, um aumento de 147 (11.7%).

## Geografia
De acordo com o United States Census Bureau tem uma área de
2,8 km², dos quais 2,8 km² cobertos por terra e 0,0 km² cobertos por água. Irvington localiza-se a aproximadamente 189 m acima do nível do mar.

## Localidades na vizinhança
O diagrama seguinte representa as localidades num raio de 24 km ao redor de Irvington.